# 烈士广场 (那不勒斯)
烈士广场（Piazza dei Martiri）位于意大利那不勒斯的大型海滨公园市民公园东端以北一个街区。这个广场原本是献给圣母玛利亚，但在1861年意大利统一时改变用途。
位于广场中心的烈士纪念碑环绕一个在波旁王朝时期已经存在圆柱兴建，当时该广场名为“和平广场”（piazza della Pace）。四只狮子站在方形底座的四角，分别代表反波旁王朝的那不勒斯革命烈士
- 垂死的狮子 - 献给1799年死难者。[2]
- 被剑刺穿的狮子- 献给1820年烧炭党革命死难者[3]。
- 躺下的狮子 - 献给1848年革命死难者。
- 行走的狮子 - 献给1860年加里波第起义死难者。

- 献给1799年死难者
- 献给1820年死难者
- 献给1848年死难者
- 献给1860年死难者